# Josep Marí Prats
Josep Marí Prats, també conegut com a Berris (Sant Josep de Sa Talaia, 1931) ha estat un empresari i polític balear, diputat al Parlament de les Illes Balears en la III Legislatura. És pare de la també diputada balear Neus Marí Marí.
Pèrit agrícola per l'Escola d'Alts Estudis Mercantils d'Alacant. Va fer de jutge de pau durant cinc anys a Sant Josep de Sa Talaia, on fou escollit primer tinent d'alcalde a les eleccions municipals espanyoles de 1979, 1983 i 1987 per una llista d'independents amb suport d'Alianza Popular. En 1993 va substituir en el seu escó María Luisa Cava de Llano y Carrió, escollida diputada a les eleccions al Parlament de les Illes Balears de 1991. Fins a 1995 va exercir de conseller d'Indústria i Comerç al Consell Insular d'Eivissa i Formentera.